# Once More
Once More är ett duettalbum av Porter Wagoner och Dolly Parton, släppt i augusti 1970. Det innehöll countrysingelfyran "Daddy Was an Old Time Preacher Man", skriven av Dolly Parton och Dorothy Jo Owens (Dolly Partons faster) och den handlade om Rev. Jake Owens, Dolly Partons "grandfather", inom pingströrelsen, liksom den humoristiska "Fight and Scratch".

## Låtlista
1. Before Our Weakness Gets Too Strong
2. Daddy Was an Old Time Preacher Man,
3. Fight and Scratch
4. A Good Understanding
5. I Know You're Married But I Love You Still
6. Let's Live for Tonight
7. Once More
8. One Day at a Time
9. Ragged Angel
10. Thoughtfulness